# Gmina Tarnogród
Die Gmina Tarnogród ist eine Stadt-und-Land-Gemeinde im Powiat Biłgorajski der Woiwodschaft Lublin in Polen. Ihr Sitz ist die gleichnamige Stadt mit etwa 3400 Einwohnern.

## Gemeinde
Zur Stadt-und-Land-Gemeinde gehören neben der Stadt Tarnogród folgende Ortschaften mit einem Schulzenamt:
Luchów Dolny, Luchów Górny, Pierogowiec, Różaniec Drugi, Różaniec Pierwszy und Wola Różaniecka.
Weitere Orte der Gemeinde sind Bolesławin, Cichy, Jamieńszczyzna, Kolonia Różaniecka, Popówka, Różaniec-Szkoła und Zagrody.